# Scinax castroviejoi
Scinax castroviejoi ist ein neotropischer Froschlurch aus der Familie der Laubfrösche. Innerhalb der Gattung Scinax gehört die Art nach Faivovich et al. (2005) der Scinax ruber-Klade an.

## Verbreitung
Diese Art kommt in temperierten Tälern östlich der Anden in Bolivien in 1000 bis 1800 m ü. NN vor. Angegebene Fundorte aus Argentinien stellten sich als fehlerhaft heraus. Bisher ist noch sehr wenig über die genaue Verbreitung bekannt.

## Beschreibung
Scinax castroviejoi ist eine große Art innerhalb ihrer Gattung. De la Riva (1993) gibt für Männchen (n=8) eine durchschnittliche Kopf-Rumpf-Länge (KRL) von 41,9 mm an. Diese Art wurde hauptsächlich anhand ihres unterschiedlichen Rufes von S. nasicus und S. fuscovarius abgegrenzt, mit denen sie phänotypische Merkmale teilt. S. castroviejoi besitzt Schwimmhäute, eine leichte Verengung zwischen Kopf und Körper, eine leicht warzige Haut, eine braune oder beige Färbung des Rückens, mit oder ohne dunkle Flecken, gelbe Flanken und Leisten mit dunklen Flecken und eine bronzefarbene Iris. Die Länge der Tibia beträgt etwa 52 % der KRL.
Von S. nasius und S. fuscovarius unterscheidet sich die Art phänotypisch durch ihre im Vergleich mittlere Größe, einen kürzeren Kopf, eine warzigere Haut, ihren großen, zweilappigen Kehlsack sowie die Farbe der Iris (kupferfarben im Vergleich zu trüb-gelblich).
S. fuscovarius unterscheidet sich von der Art durch seine größere KRL, robustere Schenkel und das Fehlen der Verengung zwischen Kopf und Körper. Die Färbung beider Arten kann jedoch sehr ähnlich sein.
S. nasicus besitzt im Vergleich zu S. castroviejoi eine kleinere KRL. Zudem besitzen S. nasicus-Individuen aus Bolivien meistens viele blasse Flecken auf dem Rücken und unterscheiden sich zudem in der Färbung und Musterung der Flanken.

## Lebensraum und Ökologie
Die Art besitzt eine arboreale Lebensweise und findet sich auf Bäumen in offenem Gelände der interandinen Täler sowie in Wäldern. Männchen rufen in der Nähe von permanenten Gewässern vom Boden aus oder auf niedrigen Ästen oder Binsen sitzend. Über die Reproduktion ist wenig bekannt.

## Gefährdung
Die IUCN listet Scinax castroviejoi als Data Deficient, weil noch zu wenig über Verbreitung, ökologische Ansprüche und den Populationstrend bekannt ist. An den wenigen bekannten Fundorten ist die Art lokal jedoch häufig. Die Art scheint sich nicht gut an anthropogen veränderte Strukturen anpassen zu können. Hauptgefährdungsgründe sind daher Habitatzerstörung, Landnutzungswandel, Waldrodung und Ausdehnung menschlicher Siedlungen. Der Nationalpark „Amboró“ liegt an der Grenze des bekannten Areals.

## Weblink
- Scinax castroviejoi in der Roten Liste gefährdeter Arten der IUCN 2013.1. Eingestellt von: Claudia Cortez, Steffen Reichle, Ignacio De la Riva, Jörn Köhler, 2004. Abgerufen am 4. Oktober 2013.